# Inyo Mountains
Inyo Mountains je pohoří na východě Kalifornie, v Inyo County, ve Spojených státech amerických.
Pohoří tvoří západní okraj Velké pánve. Náleží do fyzicko-geografické provincie Basin and Range Province. Nejvyšší horou je Waucoba Mountain (3 391 m).

## Geografie
Pohoří se rozkládá od severu k jihu v délce okolo 90 km. Šířku má pouze okolo 15 km. Západně leží údolí Owens Valley a jižní část pohoří Sierra Nevada (v dané oblasti se nachází Národní park Kings Canyon, Národní park Sequoia a Mount Whitney), severně leží pohoří White Mountains, jihovýchodně pak pohoří Panamint Range a za ním Death Valley.

## Geologie a flora
Inyo Mountains je z období pozdního proterozoika až kambria a je z tohoto období považováno za jedno z nejznámějších a nejcennějších ve Spojených státech. Vegetaci v nižších polohách tvoří porosty larey a pelyňky, ve vyšších polohách roste borovice Balfourova.

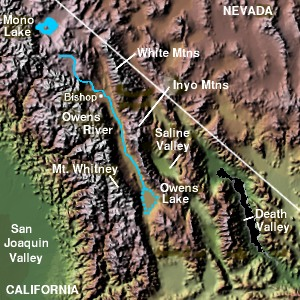
Inyo Mountains